# Life in Squares
Life in Squares, es una serie de televisión británica transmitida del 27 de julio del 2015 hasta el 10 de agosto del 2015 por medio de la cadena BBC Two. En España se puede ver en Filmin en versión original subtitulada.

## Historia
La miniserie se centra en la estrecha y a menudo tensa relación entre las hermanas Vanessa Bell y Virginia Woolf. La amistad entre Virginia, Vanessa, el artista Duncan Grant y su grupo de amigos abren el camino a través del amor, el sexo y la vida artística en la primera mitad del siglo 20.

## Personajes

### Personajes principales[2]
| Actor                                                    | Personaje             | Ocupación             | Nº de episodios | Duración |
| -------------------------------------------------------- | --------------------- | --------------------- | --------------- | -------- |
| Phoebe Fox (de joven) Eve Best (de grande)               | Vanessa Bell          | Pintora               | 3               | 2015     |
| Lydia Leonard (de joven) Catherine McCormack (de grande) | Virginia Woolf        | Novelista / Escritora | 2               | 2015     |
| James Norton (de joven) Rupert Penry-Jones (de grande)   | Duncan Grant          | Pintor                | 3               | 2015     |
| Sam Hoare (de joven) Andrew Havill (de grande)           | Clive Bell            | Crítico de Arte       | 2 3             | 2015     |
| Al Weaver (de joven) Guy Henry (de grande)               | Leonard Woolf         | Teórico Político      | 2               | 2015     |
| Ben Lloyd-Hughes (de joven) Jack Davenport (de grande)   | David "Bunny" Garnett | Escritor              | 2 1             | 2015     |
| Ed Birch                                                 | Lytton Strachey       | Escritor / Biógrafo   | 3               | 2015     |
| Lucy Boynton                                             | Angelica Bell-Garnett | Escritora             | 2               | 2015     |

### Personajes recurrentes
| Actor                                                  | Personaje                | Ocupación                 | Nº de episodios | Duración |
| ------------------------------------------------------ | ------------------------ | ------------------------- | --------------- | -------- |
| Charlie Appleyard (de joven) Finn Jones (de grande)    | Julian Bell              | Poeta                     | 1 3             | 2015     |
| Edmund Kingsley                                        | John Maynard Keynes      | Economista                | 2               | 2015     |
| Elliot Cowan                                           | Roger Fry                | Artista / Crítico de Arte | 2               | 2015     |
| Louis Fisher (de joven) Edmund Digby-Jones (de grande) | Quentin Bell             | Historiador de Arte       | 1 2             | 2015     |
| Jerome Finch                                           | Saxon Sydney-Turner      | Funcionario Británico     | 2               | 2015     |
| James Northcote                                        | Adrian Stephen           | Autor                     | 2               | 2015     |
| Simon Thomas                                           | George Bergen            | Pintor                    | 2               | 2015     |
| Anton Lesser                                           | Dr. Hyslop               | Doctor                    | 2               | 2015     |
| Rob Heaps                                              | Thoby "The Goth" Stephen | -                         | 1               | 2015     |
| Emily Bruni                                            | Vita Sackville-West      | Novelista                 | 1               | 2015     |
| Marianne Oldham                                        | Mary Hutchinson          | -                         | 1               | 2015     |
| Adam Pålsson                                           | Eribert                  | -                         | 1               | 2015     |
| Christian Brassington                                  | Cuthbert                 | -                         | 1               | 2015     |
| Jenny Howe                                             | Mrs. Woolf               | -                         | 1               | 2015     |

## Episodios
La miniserie estuvo conformada por 3 episodios.

## Producción
La serie fue comisionada por Ben Stephenson y Lucy Richer, producida por "Ecosse Films" en asociación con "Tiger Aspect Productions". La productora de la miniserie fue Rhonda Smith, mientras que los productores ejecutivos fueron Lucy Bedford, Amanda Coe, Douglas Rae y Lucy Richer. Dirigida por Simon Kaijser y escrita por Amanda Coe, contó con la participación en la composición de Edmund Butt.
El título de la serie proviende de las palabras de Dorothy Parker sobre el Círculo de Bloomsbury (en inglés: "Bloomsbury Group").
Las filmaciones de la miniserie comenzaron en agosto del 2014 en Londres y en Charleston Farmhouse.

### Emisión en otros países
| País      | Cadenas   | Fecha de Inicio       | Fecha de Finalización |
| --------- | --------- | --------------------- | --------------------- |
| Australia | BBC First | 27 de octubre de 2015 | -                     |
| España    | Filmin    | -                     | -                     |